# Station Hull Paragon Interchange
Station Hull Paragon Interchange is een gecombineerd spoorweg- en busstation in Hull, in Engeland. Het station is een kopstation. Het eerste station, op dezelfde plaats, in Hull is geopend in 1840. In 2007 werd het vernieuwde station in gebruik genomen. Het station werd zo vernieuwd, dat de oorspronkelijke victoriaanse gevel bewaard bleef en dat de reizigers goed tegen het weer zijn beschermd. Er zijn 7 perrons voor treinen en 38 busterminals. Het doel was 24.000 mensen per dag via het station te laten reizen.
Via de spoorwegen zijn er verbindingen naar het zuiden met Londen, naar het westen richting Leeds en Manchester en richting noorden naar Schotland via York of Doncaster. Lokale diensten zijn er naar Beverly, Goole, Scarborough, Bridlington, York, Doncaster en Sheffield.
Het station is eigendom van Network Rail en wordt beheerd door First TransPennine Express.
Op 2 december 2010 werd er in het station een standbeeld van Philip Larkin onthuld.

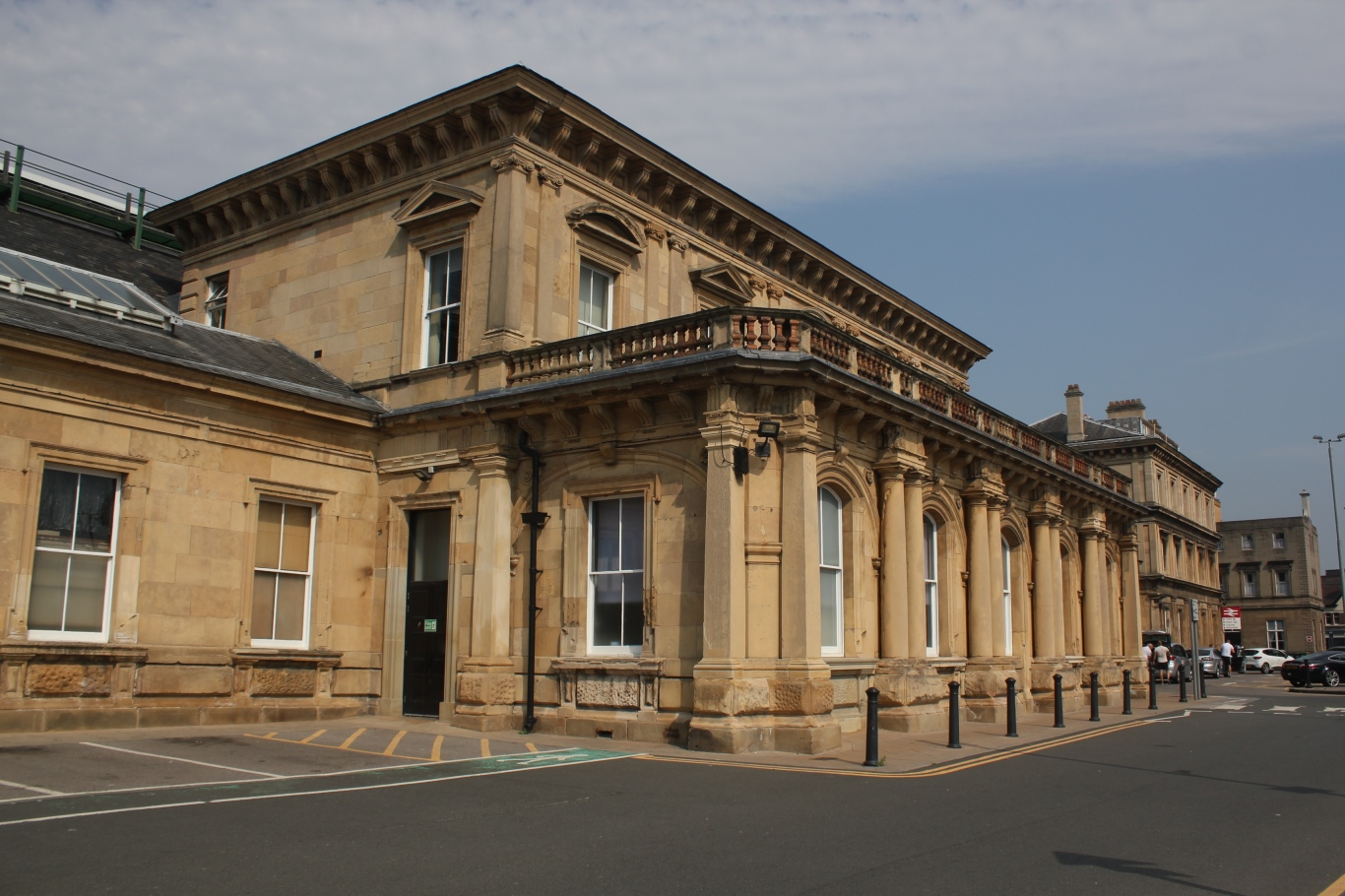
Oude gedeelte van het station
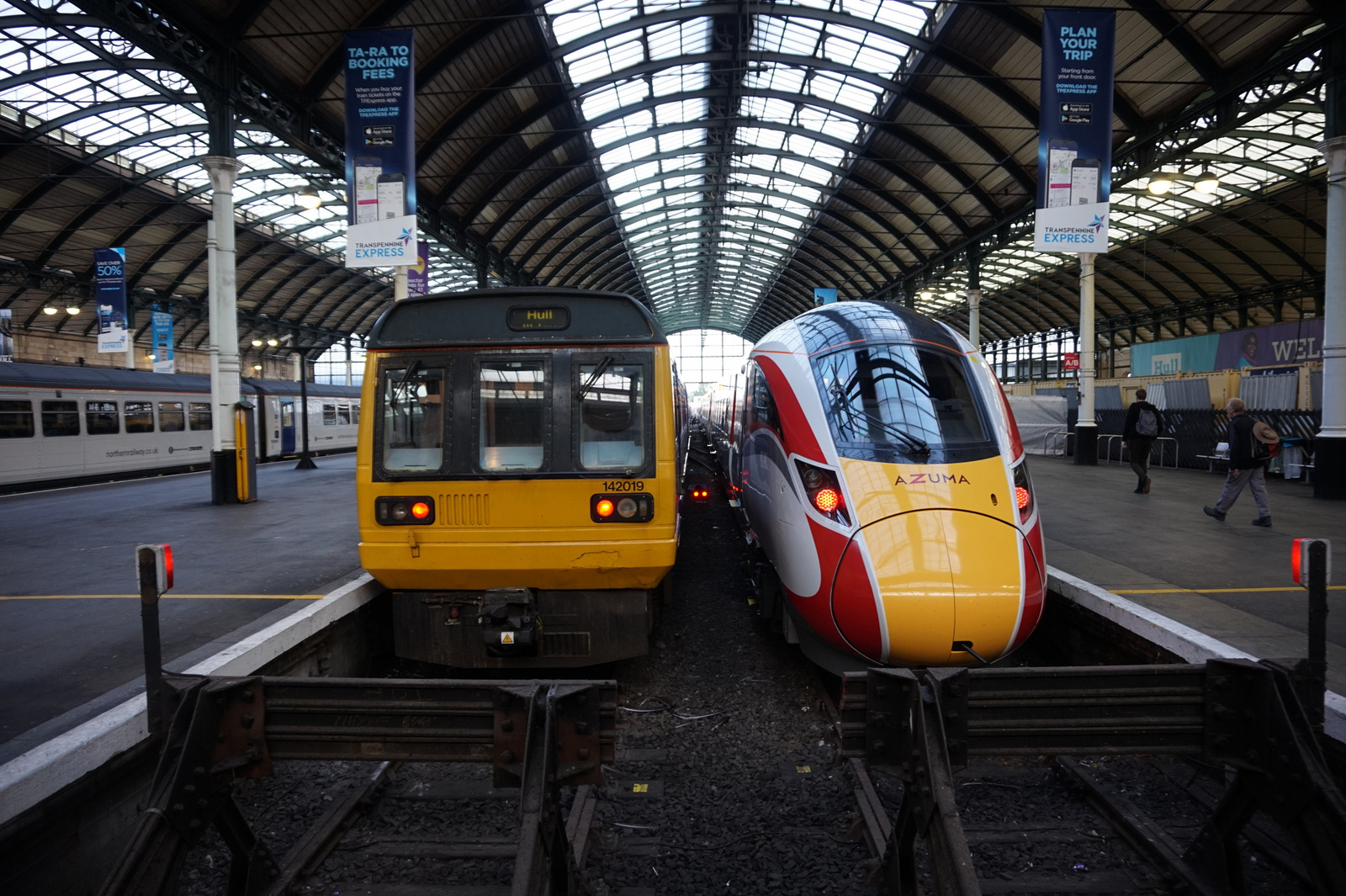
Class 142 Pacer en class 800 Azuma
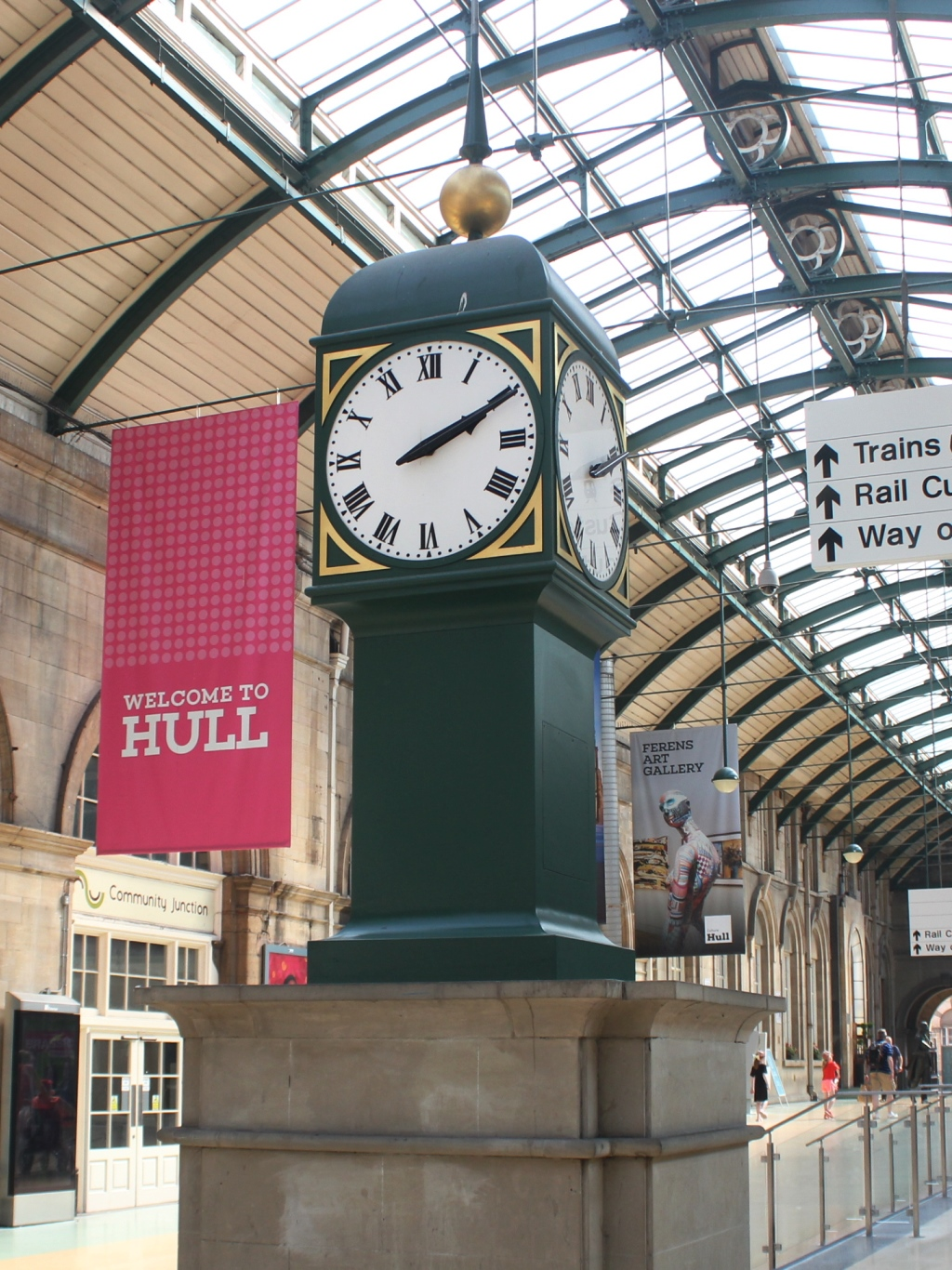
Stationsklok